# Зуар
Зуар (фр. Zouar) — місто на півночі Чаду в департаменті Тібесті регіону Борку-Еннеді-Тібесті, в оазі посеред Сахари на нагір'ї Тібесті.
Зуар — резиденція дерде, вищого духовного і політичного вождя народу теда, який населяє довколишню місцевість.
Французи здобули контроль над містом у 1917 році.
Після здобуття Чадом незалежності Зуар відігравав важливу роль у громадянській війні у країні; за контроль над містом неодноразово точилися бої між різними фракціями конфлікту. В 1968 році місто вперше обложили повстанці FROLINAT під командуванням Махамата Алі Тагера; облога була знята після прибуття у серпні французьких експедиційних сил. В червні 1977 року Зуар, одна із останніх цитаделей урядових сил на півночі країни, був атакований і захоплений Народними збройними силами (FAP) Гукуні Уеддея.
Під час лівійсько-чадського конфлікту в місті був розквартирований лівійський гарнізон, який покинув Зуар лише в серпні 1986 року, коли до того пролівійські FAP повстали проти Лівії. Місто було знову захоплено лівійцями в ході контрнаступу в грудні того же року, але в січні 1987 чадська армія зайняла Зуар остаточно.
В жовтні 1998, після заснування Руху за демократію і справедливість у Чаді (MDJT) громадянська війна знову спалахнула на півночі країни. Командувач MDJT Юсуф Тогоїмі в червні 1999 заявив, що його війська готові взяти Зуар і Бардаї штурмом, але воліють почекати, поки урядові гарнізони складуть зброю.
Зуар — місце народження Гукуні Уеддея (1944), відомого діяча громадянської війни і колишнього президента Чаду, а також Юсуфа Тогоїмі (1953), засновника MDJT.